# Astroceramus
Genre
Astroceramus est un genre d'étoiles de mer qui appartient à la famille des Goniasteridae.

## Liste d'espèces
Selon World Register of Marine Species (11 mars 2015) :
- Astroceramus boninensis Kogure & Tachikawa, 2009 -- Japon
- Astroceramus brachyactis H.L. Clark, 1941 -- Caraïbes
- Astroceramus cadessus Macan, 1938
- Astroceramus callimorphus Fisher, 1906 -- Hawaii
- Astroceramus denticulatus McKnight, 2006 -- Nouvelle-Zélande
- Astroceramus eldredgei Mah, 2015 -- Hawaii
- Astroceramus eleaumei Mah, 2018 -- Océan Indien occidental
- Astroceramus fisheri Koehler, 1909
- Astroceramus kintana Mah, 2018 -- Océan Indien occidental
- Astroceramus lionotus Fisher, 1913 -- Philippines
- Astroceramus sphaeriostictus Fisher, 1913 -- Philippines

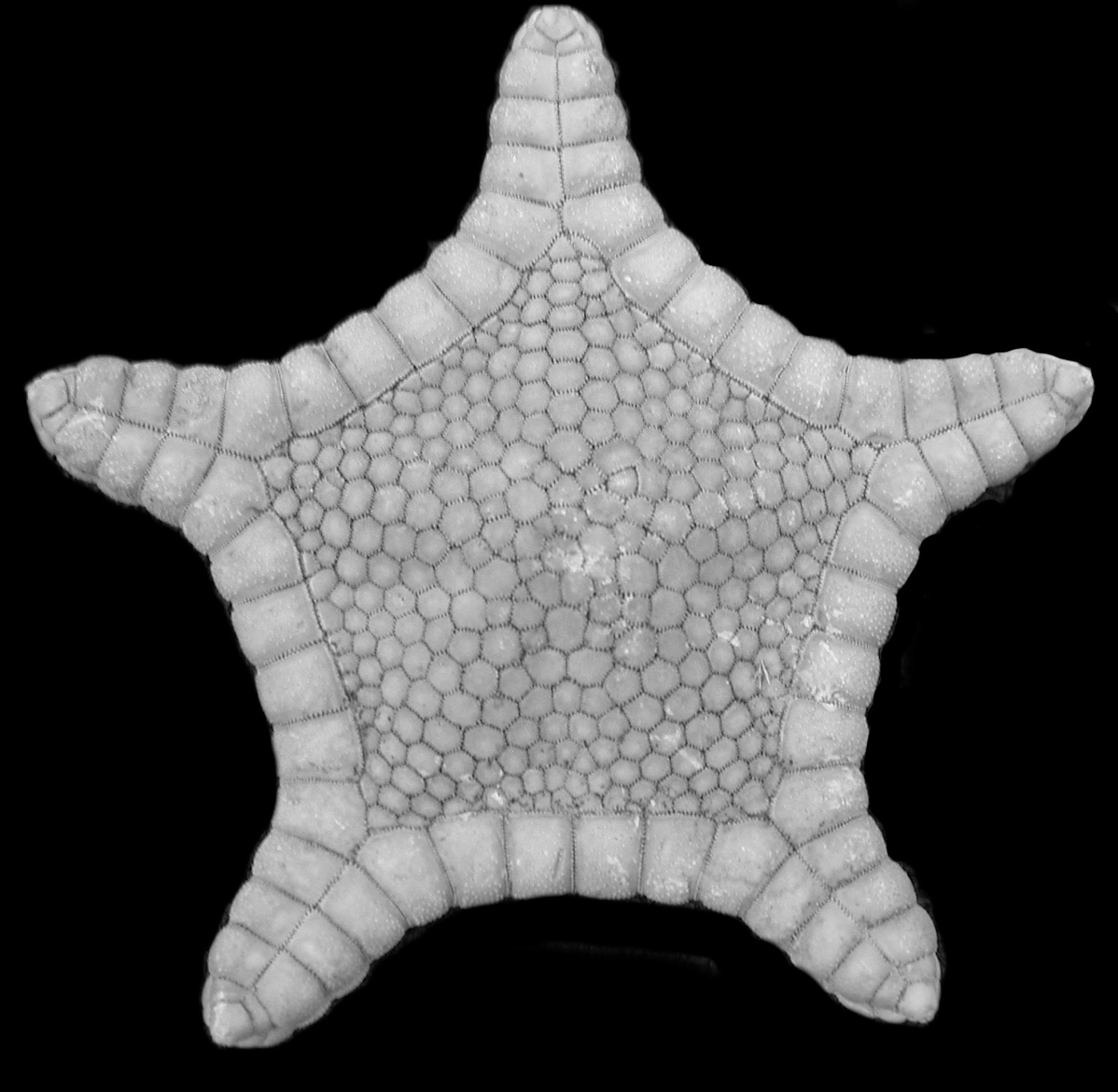
Astroceramus eldredgei
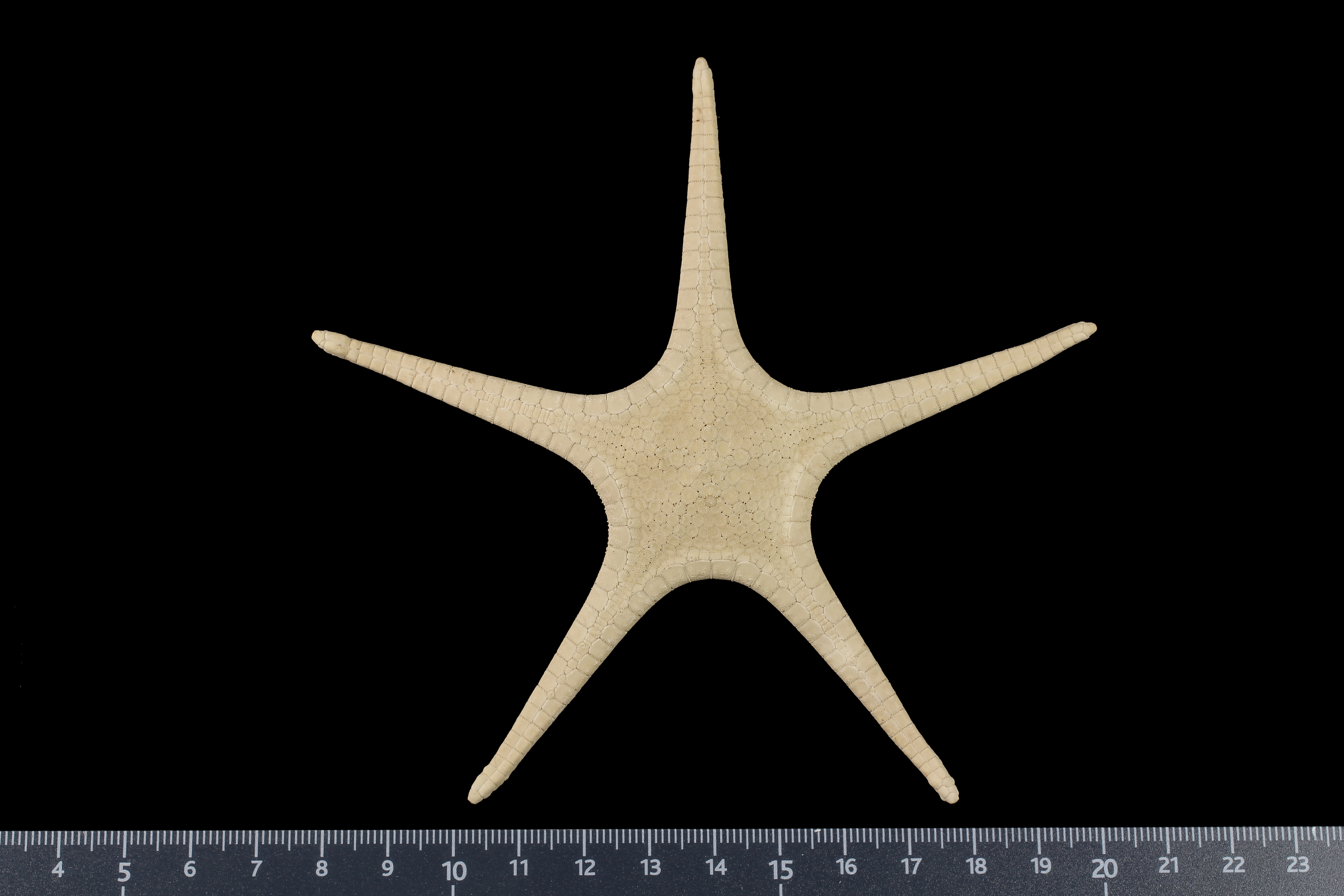
Astroceramus eleaumei
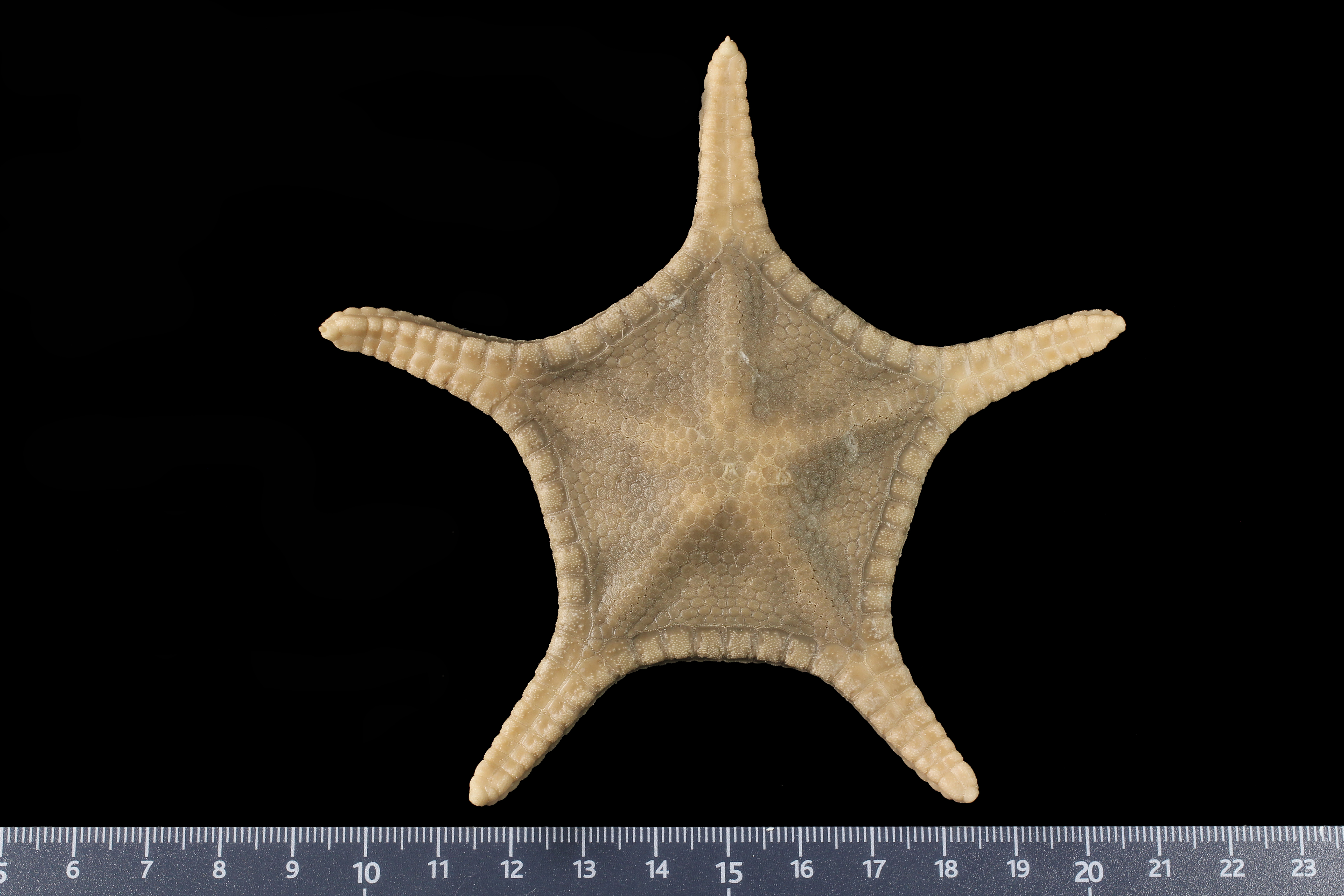
Astroceramus kintana